# Howie Montgomery
Howard "Howie" Montgomery (22 de agosto de 1940) es un exjugador de baloncesto estadounidense que disputó una temporada en la NBA. Con 1,96 metros de estatura, jugaba en la posición de alero.

## Trayectoria deportiva

### Universidad
Jugó durante tres temporadas con los Broncs de la Universidad de Texas–Pan American, convirtiéndose en el primer jugador de dicha institución en llegar a jugar en la NBA.

### Profesional
Fue elegido en la quincuagésimo novena posición del Draft de la NBA de 1962 por San Francisco Warriors, con los que disputó una temporada, en la que promedió 7,2 puntos y 3,5 rebotes por partido.

## Estadísticas de su carrera en la NBA

### Temporada regular
| Temporada | Edad | Equipo                 | Liga | Pos. | P  | TIT | MIN  | TC  | TCA | %TC  | 3P | 3PA | %3P | TL  | TLA | %TL  | R.OF. | R.DEF. | REB | ASIS | ROB | TAP | PER | FP  | PTS |
| 1962-63   | 22   | San Francisco Warriors | NBA  | SF   | 20 |     | 18.2 | 3.3 | 7.7 | .425 |    |     |     | 0.7 | 1.2 | .609 |       |        | 3.5 | 1.1  |     |     |     | 1.8 | 7.2 |
| Total     |      |                        | NBA  |      | 20 |     | 18.2 | 3.3 | 7.7 | .425 |    |     |     | 0.7 | 1.2 | .609 |       |        | 3.5 | 1.1  |     |     |     | 1.8 | 7.2 |